# Kongsvinger IL
A Kongsvinger IL, teljes nevén Kongsvinger Idrettslag egy norvég sportklub, több szakosztállyal. A klubot 1892-ben alapították, székhelye Kongsvinger városa.

## Labdarúgás
A labdarúgó-szakosztály jelenleg az első osztály tagja, ahová 2009-ben jutott fel. Legnagyobb sikere a Juventus FC elleni, hazai pályán elért 1–1-es döntetlen.

## Jégkorong
A Kongsvinger Knights csapatát 1961. január 27-én alapították. Nem sokkal ezután már a KIL része is lett. Az első osztályban játszik.

## Atlétika
Az atlétika-szakosztály egészen 2009-ig a labdarúgócsapat stadionját használta. Ezt ekkor átalakították kizárólagosan labdarúgó-stadionná, így a szakosztálynak el kellett költöznie.

## Egyéb
A KIL-nek van ezeken kívül kézilabda-, sí-, műkorcsolya- és torna-szakosztálya is.